# Blockmakarens hus
Blockmakarens hus är en museilägenhet vid Stigbergsgatan 21 på Södermalm i Stockholm. Lägenheten inreddes av Stockholms stadsmuseum till ett utseende motsvarande 1900-talets början och öppnade i maj 1982. Lägenheten visas för allmänheten efter bokning.

## Beskrivning
Museet är inrymt i ett av de kulturhistoriskt värdefulla 1700-tals husen vid Stigbergsgatan. Blockmakarens hus uppfördes i början av 1700-talet och har genomgått flera förändringar sedan det byggdes. Nuvarande huset består av två sammanbyggda trähus som var permanent bebodda ända fram till 1975. Husets nuvarande namn härrör från en blockmakare som i början av 1900-talet bodde här med fru och fyra barn. Han tillverkade block och var anställd av svenska flottan. 
Medan grannhusen i fastigheten Stammen 38 sanerades och moderniserades på 1970-talet genom AB Stadsholmen behölls huset Stigbergsgatan nr 21 som museum och återställdes till det skick och den bostadssituation som rådde kring åren 1917-1923. Arbetet leddes av arkitekten Ove Hidemark. Således är huset helt omodernt, utan elektricitet eller rinnande vatten och med avträden på den lilla innergården.

## Husets rum (urval)

### Köket
Köket ligger i sammanbyggnaden mellan de båda husen. I köket finns bara ett litet vädringsfönster, ljuset från den öppna elden i spisen var fullt tillräckligt. Kökets interiör motsvarar 1920-talet, då hade den öppna elden blivit ersatt av en järnspis.

### Stora och lilla rummet
Båda rummen ligger i övervåningen, det stora med fönster mot Stigbergsgatan och det lilla med fönster till grannens gård. Rummens möblering motsvarar perioden 1916-1923 då blockmakaren Gustaf Andersson med fru bodde här. Stora rummet var samtidigt blockmakarens verkstad. Här står arbetsbänk med verktyg samt svarven för tillverkning av trissor. Lilla rummet är möblerat som sovrum med utdragbar säng och ett runt bord. Uppvärmningen sker med en kakelugnar. 

### Uthyrningsrummet
I bottenvåningen finns uthyrningsrum. Dessa hyrdes av en änka, Emilia Gustafsson (född Sjögren), med fem barn. Hon arbetade som städerska, tvätterska och tidningsbud. Rummet är både vardagsrum och sovrum. Sängen är en bäddsoffa. Här står även en symaskin, som var en viktig ägodel.

### Interiörbilder

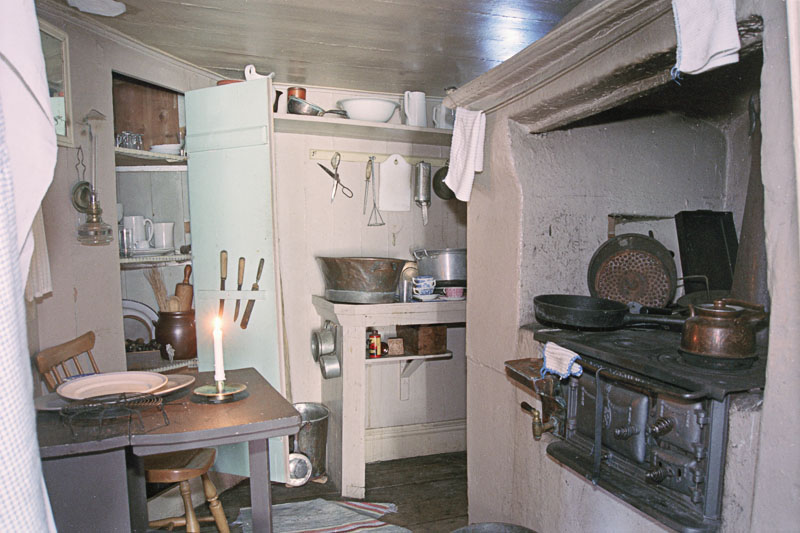
Köket
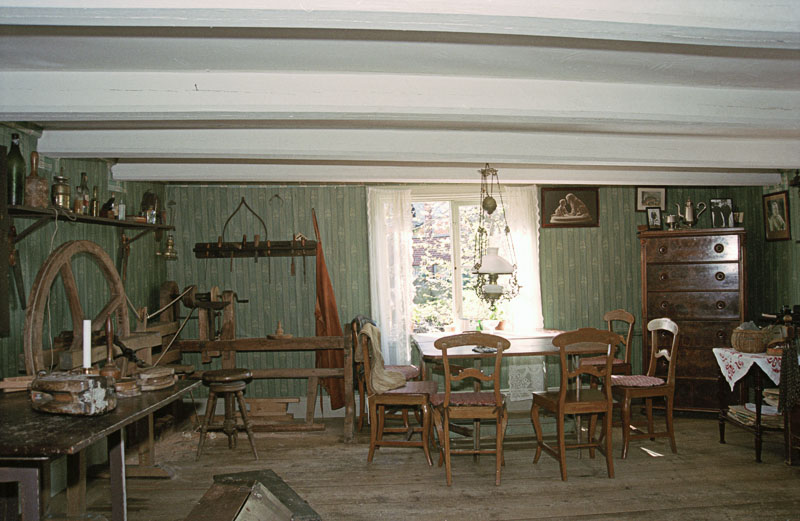
Stora rummet
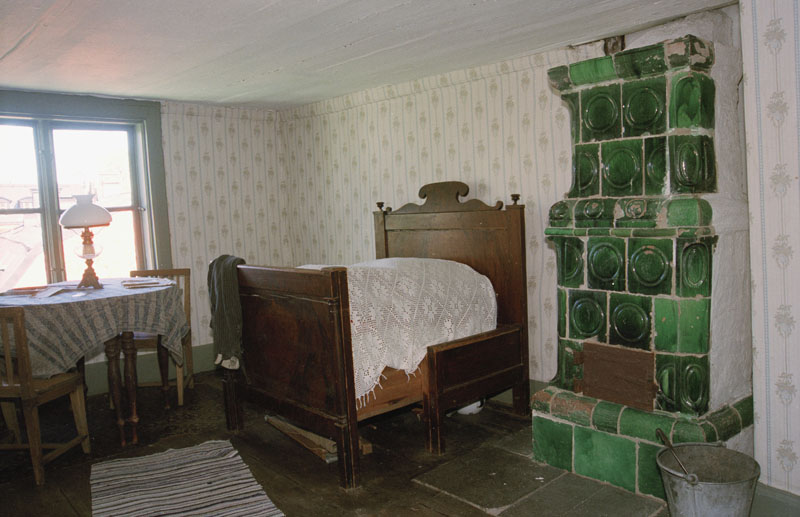
Lilla rummet
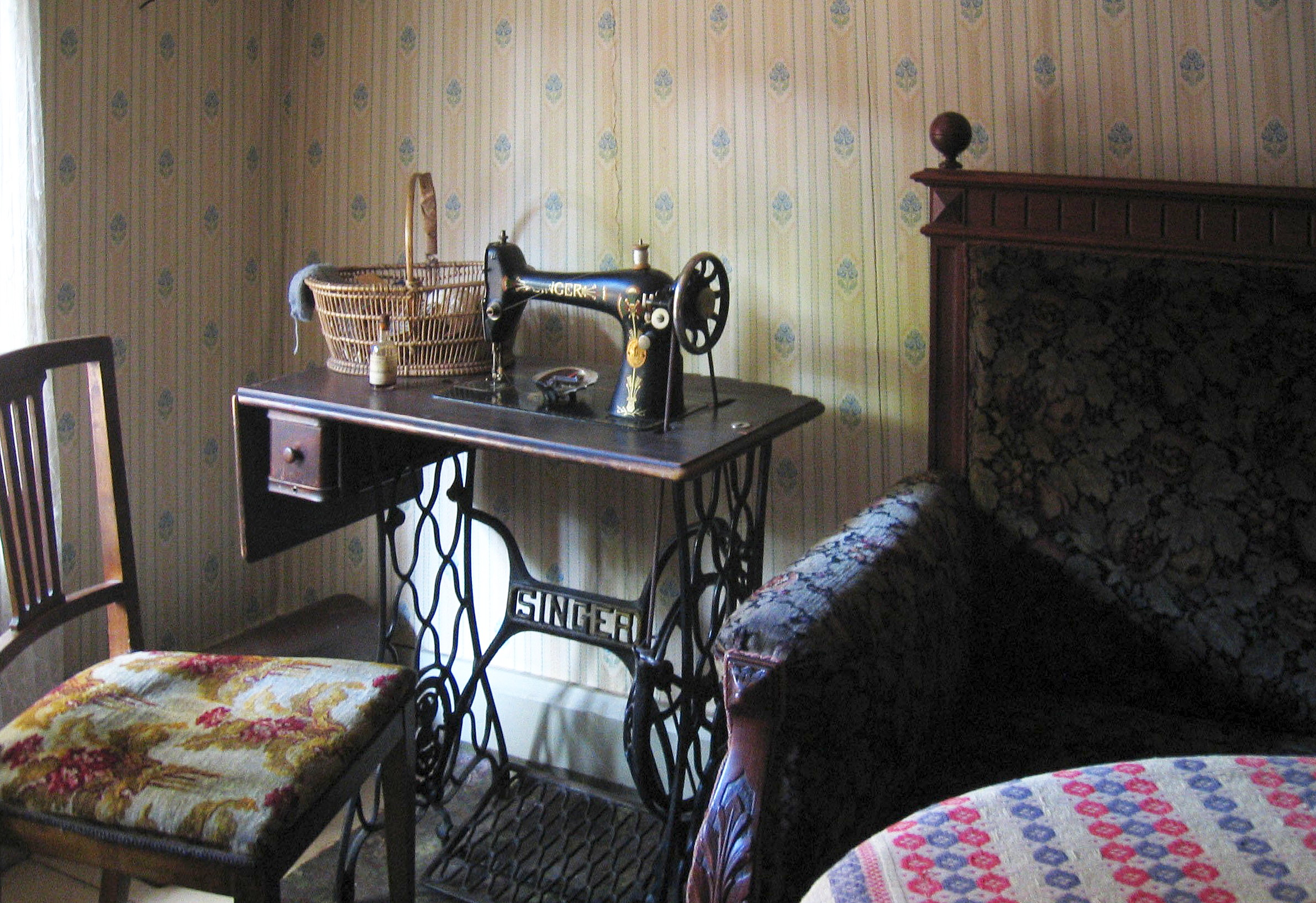
Uthyrningsrummet